# Chețani, Mureș
Chețani (în trecut Cheța; în maghiară Maroskece, în germană Ketzenbrück) este satul de reședință al comunei cu același nume din județul Mureș, Transilvania, România.

## Localizare
Localitatea este situată pe râul Mureș, pe drumul național DN15 între Târgu Mureș și Turda.

## Istoric
În Evul Mediu satul ca domeniu latifundiar a aparținut mai multor familii nobiliare. Vladislav I al Ungariei a donat localitatea familiei Gerendi din localitatea vecină Luncani. Documentele atestă că în 1574 a intrat în posesia Famille Apafi⁠(fr)[traduceți] care a schimbat domeniul cu principele Transilvaniei, Sigismund Báthory. În 1597 contele István Apor, prefectul comitatului Turda a devenit noul propietar al satului și castelului.În castelul familiei Apafi (ulterior cumpărat de familia Korda) s-au ținut în Evul Mediu mai multe ședințe ale Dietei transilvane. Castelul a fost demolat complet, numai numele locului (Cordăiești) mai amintește de existența sa.
Până în 1919 a făcut parte din comitatul Turda-Arieș. În perioada interbelică a făcut parte din plasa Luduș, în cadrul județului Turda.
Pe Harta Iosefină a Transilvaniei din 1769-1773 (Sectio 125), localitatea apare sub numele de „Ketze”. Între satele Ketze (Chețani), Hadrev (Hădăreni) și Keresztur (Grindeni) pe hartă sunt marcate prin "Gericht" și prin semnul π două locuri publice de pedepsire a delicvenților în perioada medievală. Cele două locuri se găsesc la distanță unul față de celălalt, pe vârfurile a două dealuri.

## Demografie
La recensământul din 1930 au fost înregistrați 1.255 locuitori, dintre care 1.221 români, 19 maghiari, 11 țigani și 4 evrei. Sub aspect confesional au fost înregistrați 806 greco-catolici, 426 ortodocși, 16 reformați, 4 mozaici și 3 romano-catolici.

## Imagini

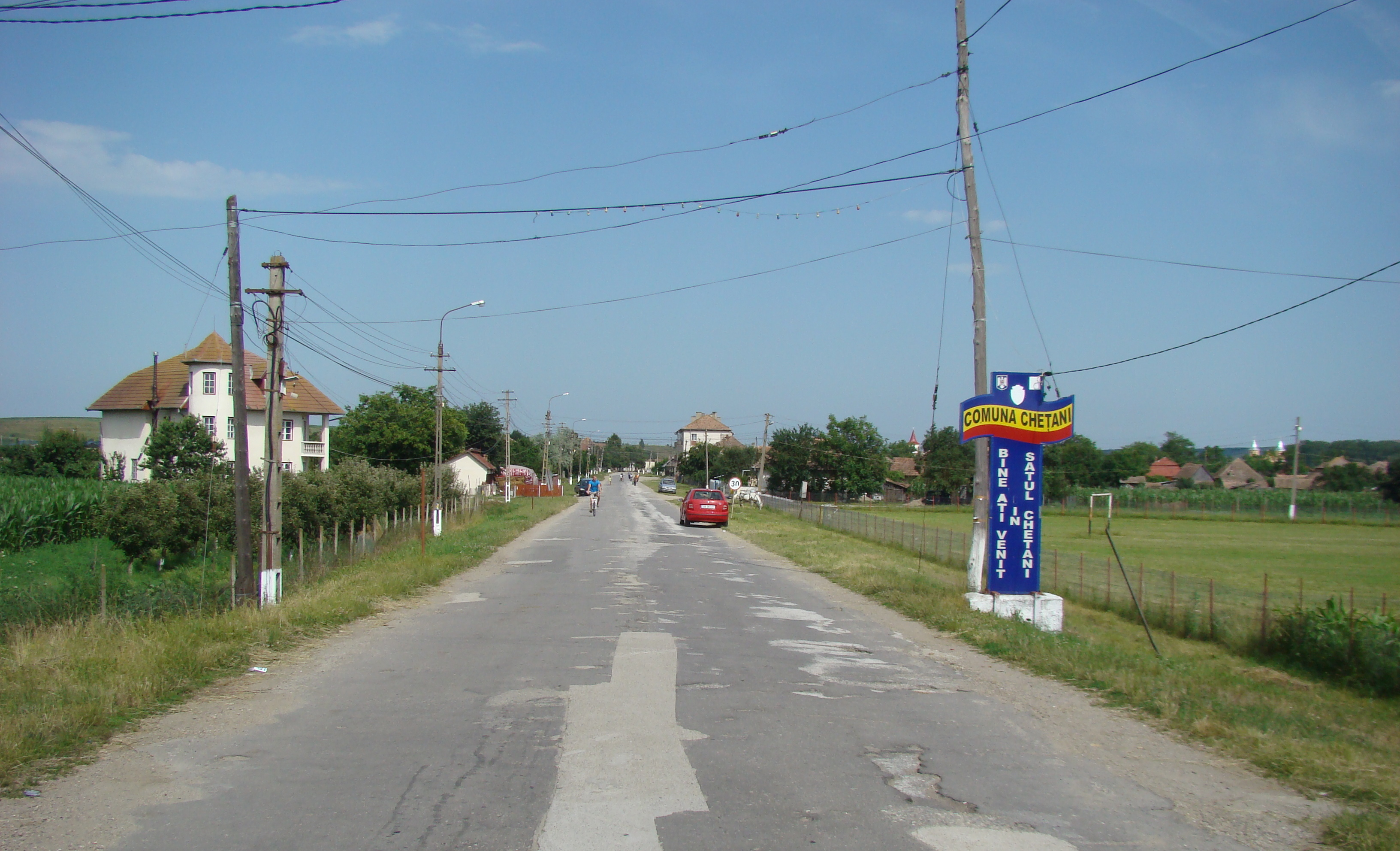
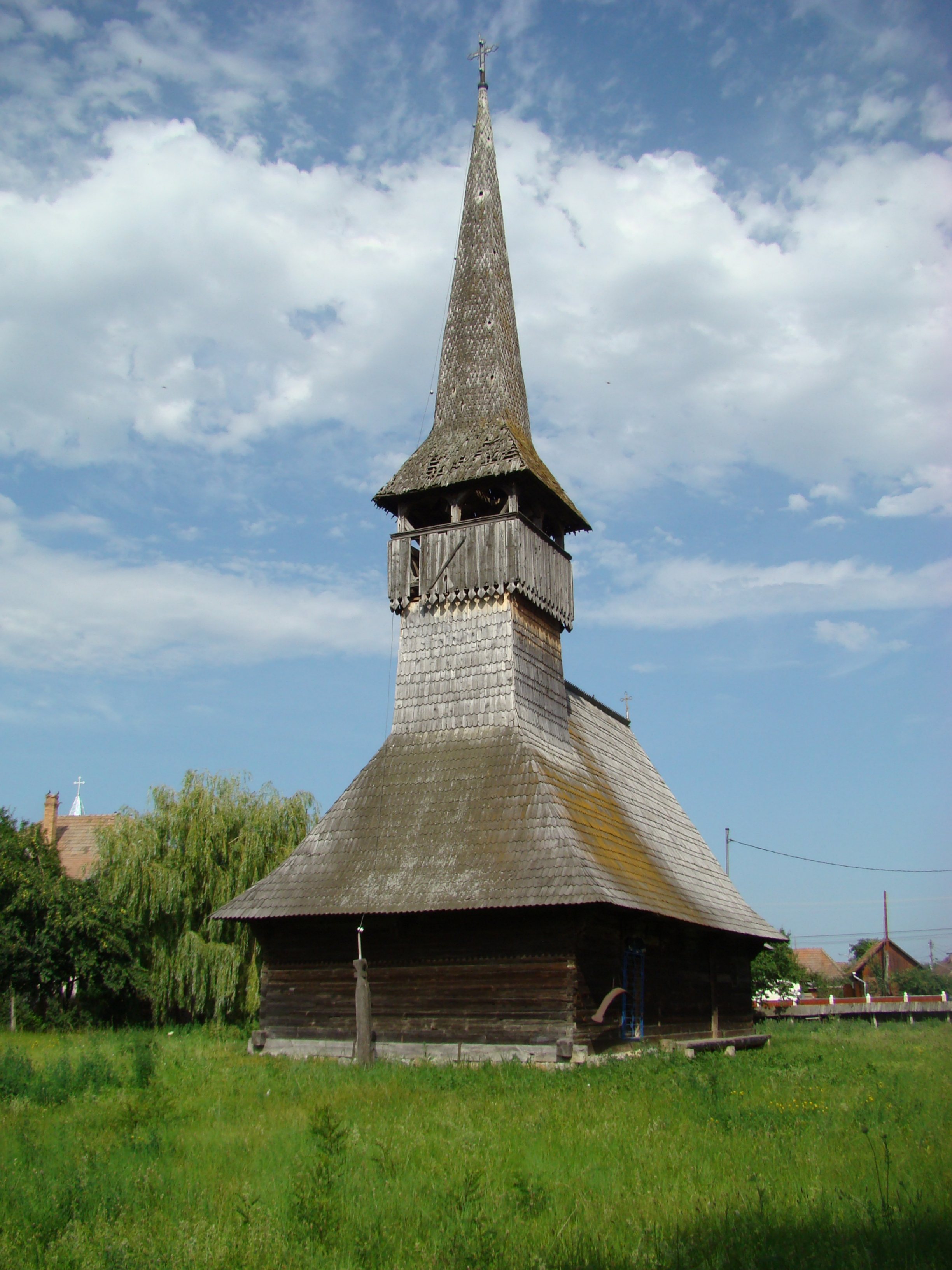
Biserica de lemn
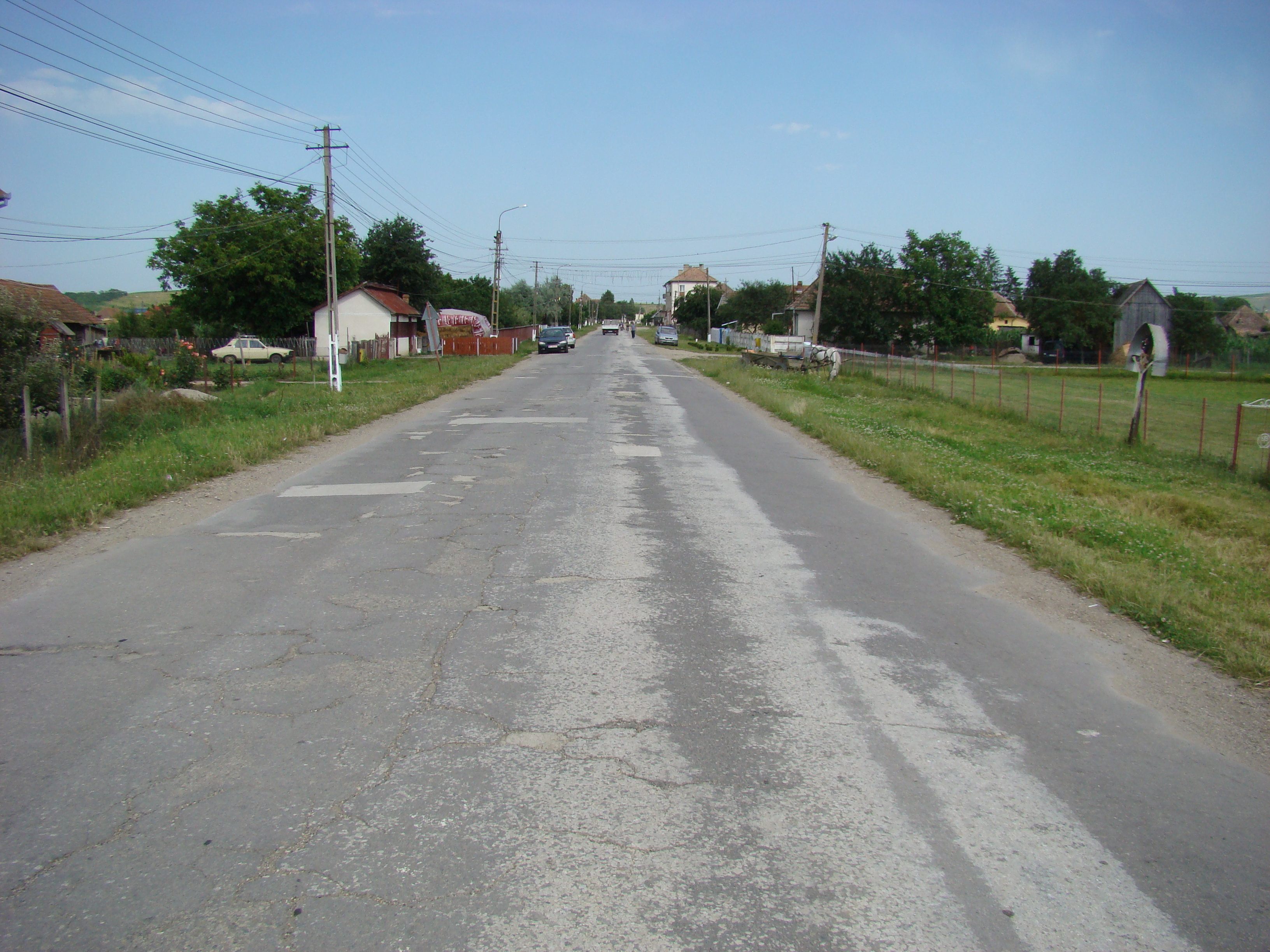
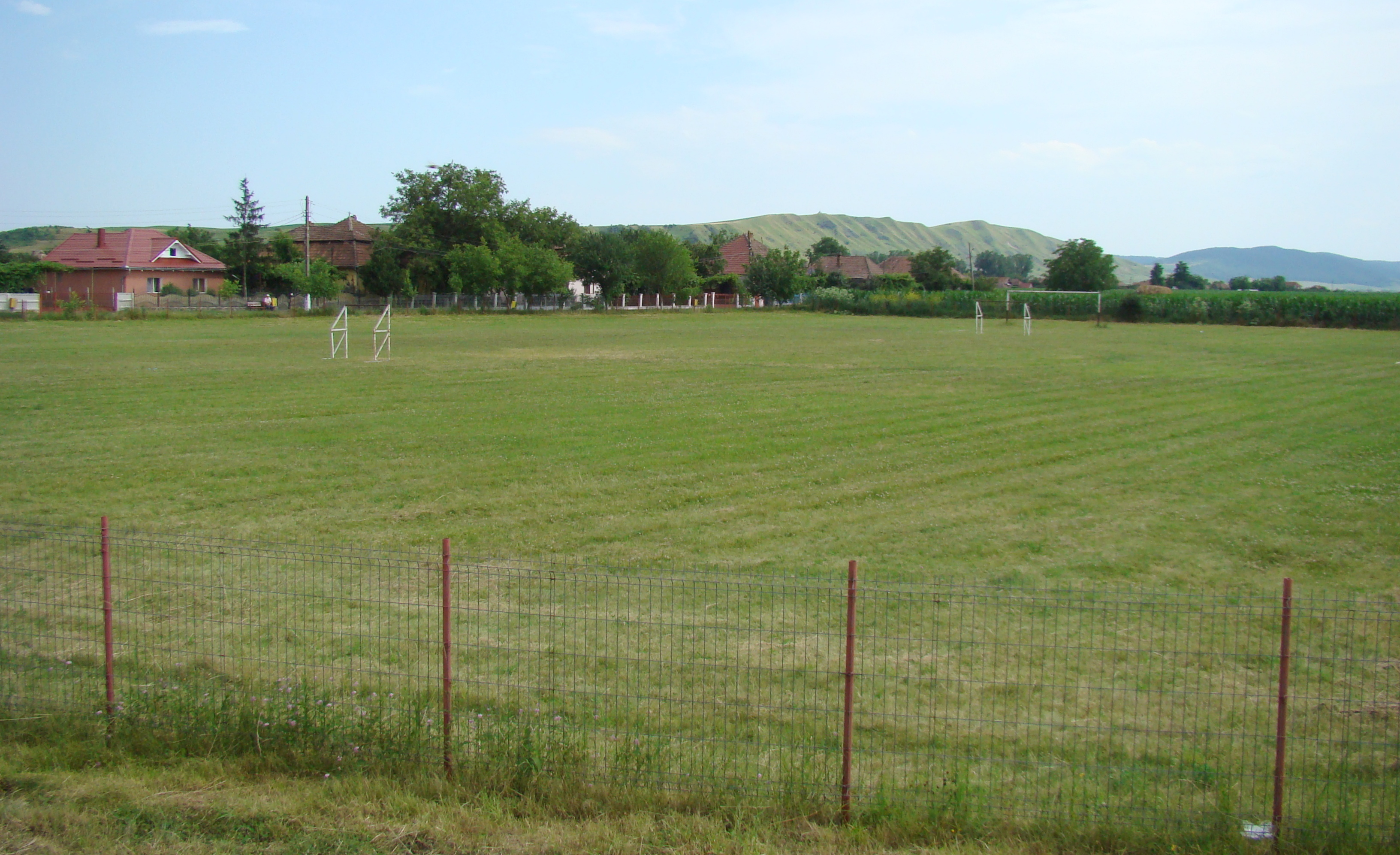
Terenul de fotbal
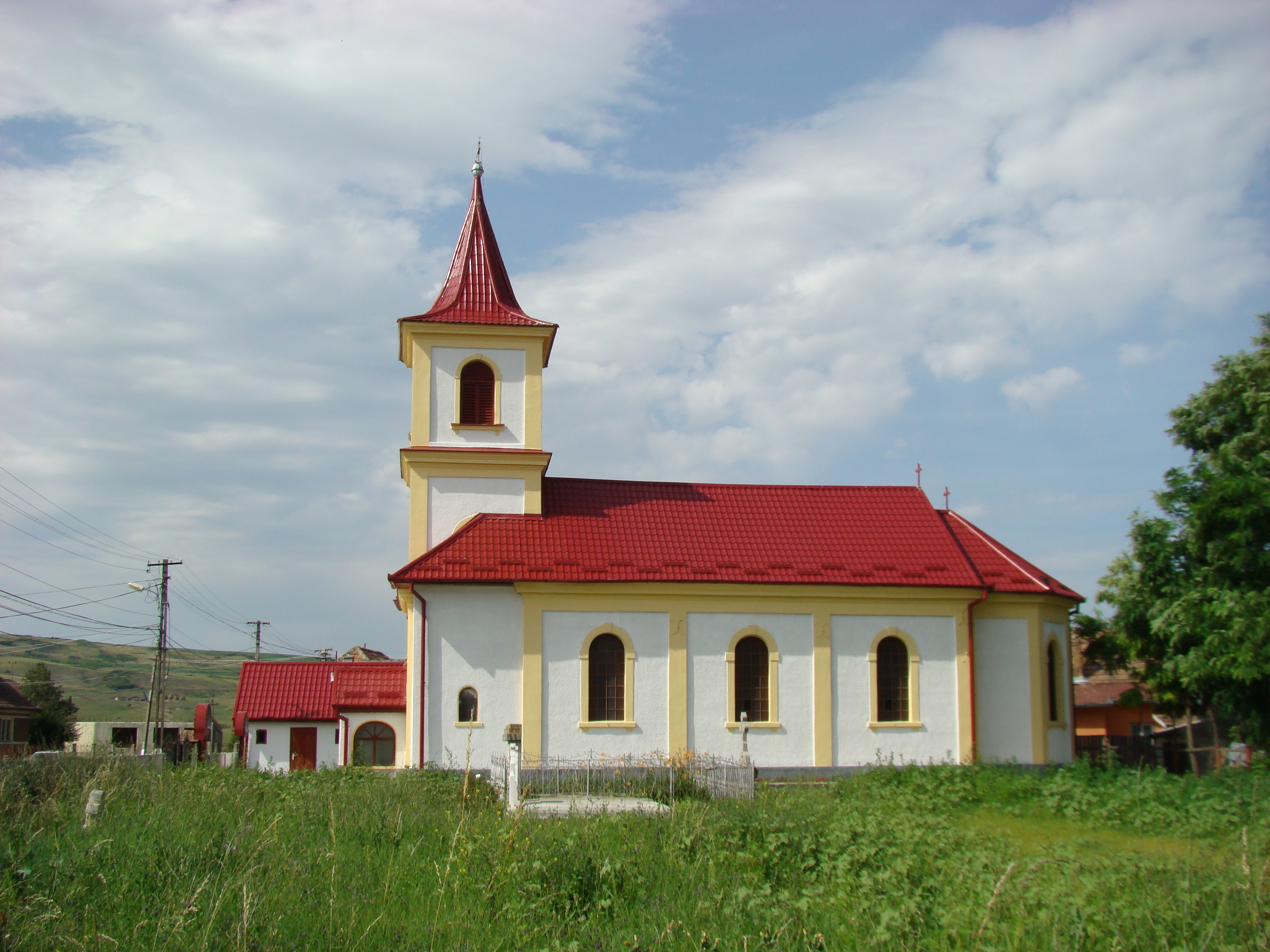
Biserica ortodoxă
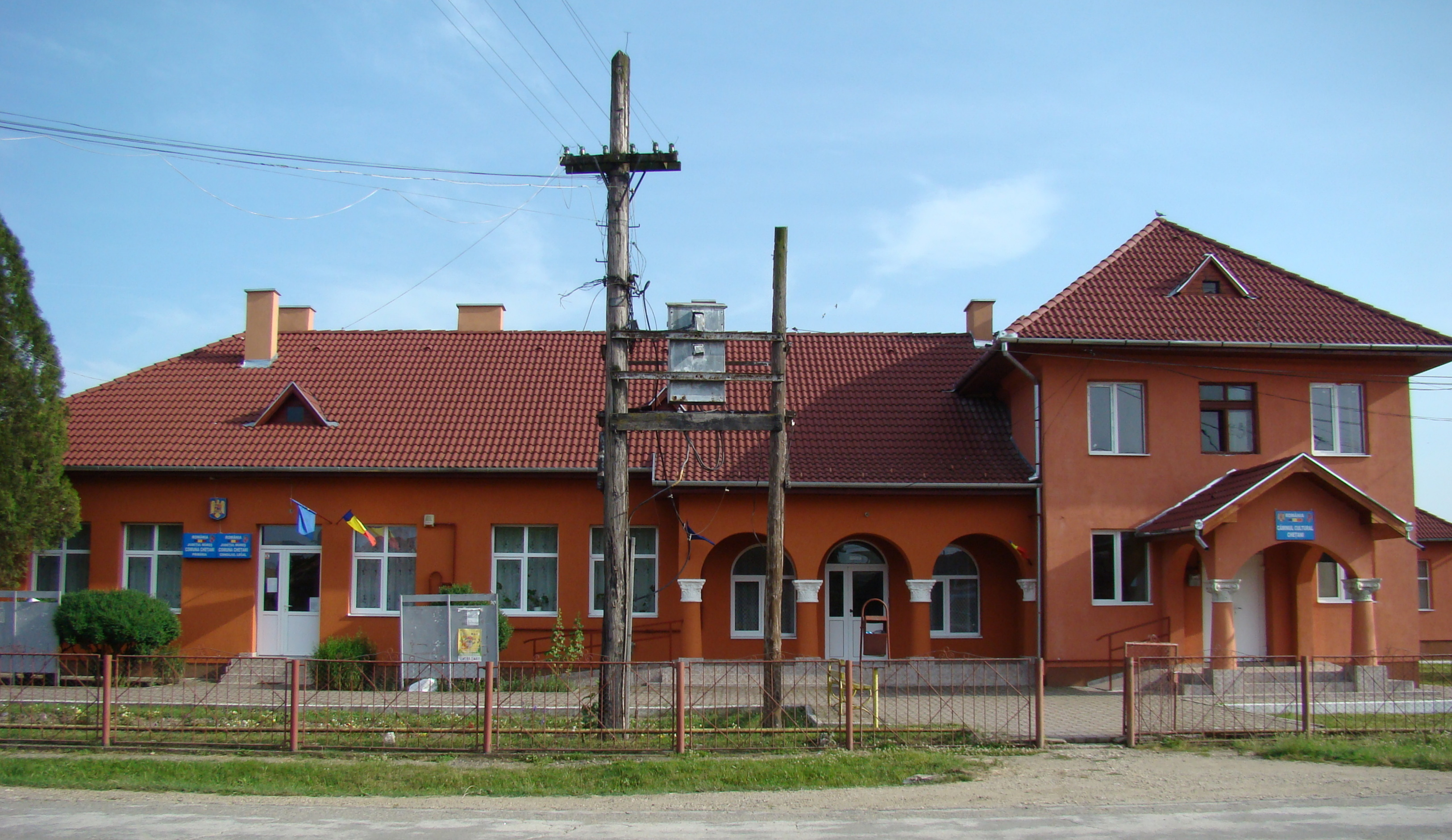
Primăria
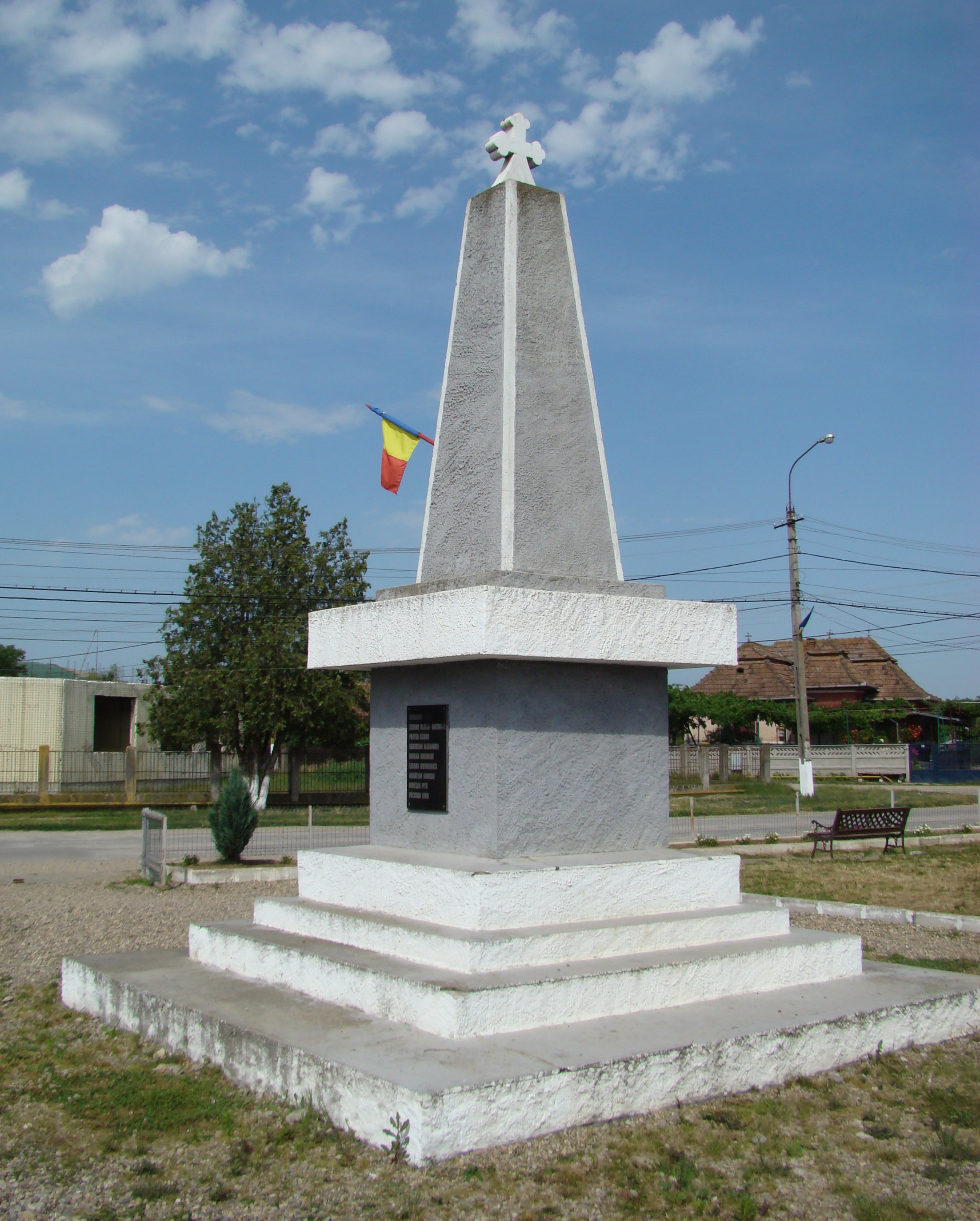
Monumentul Eroilor
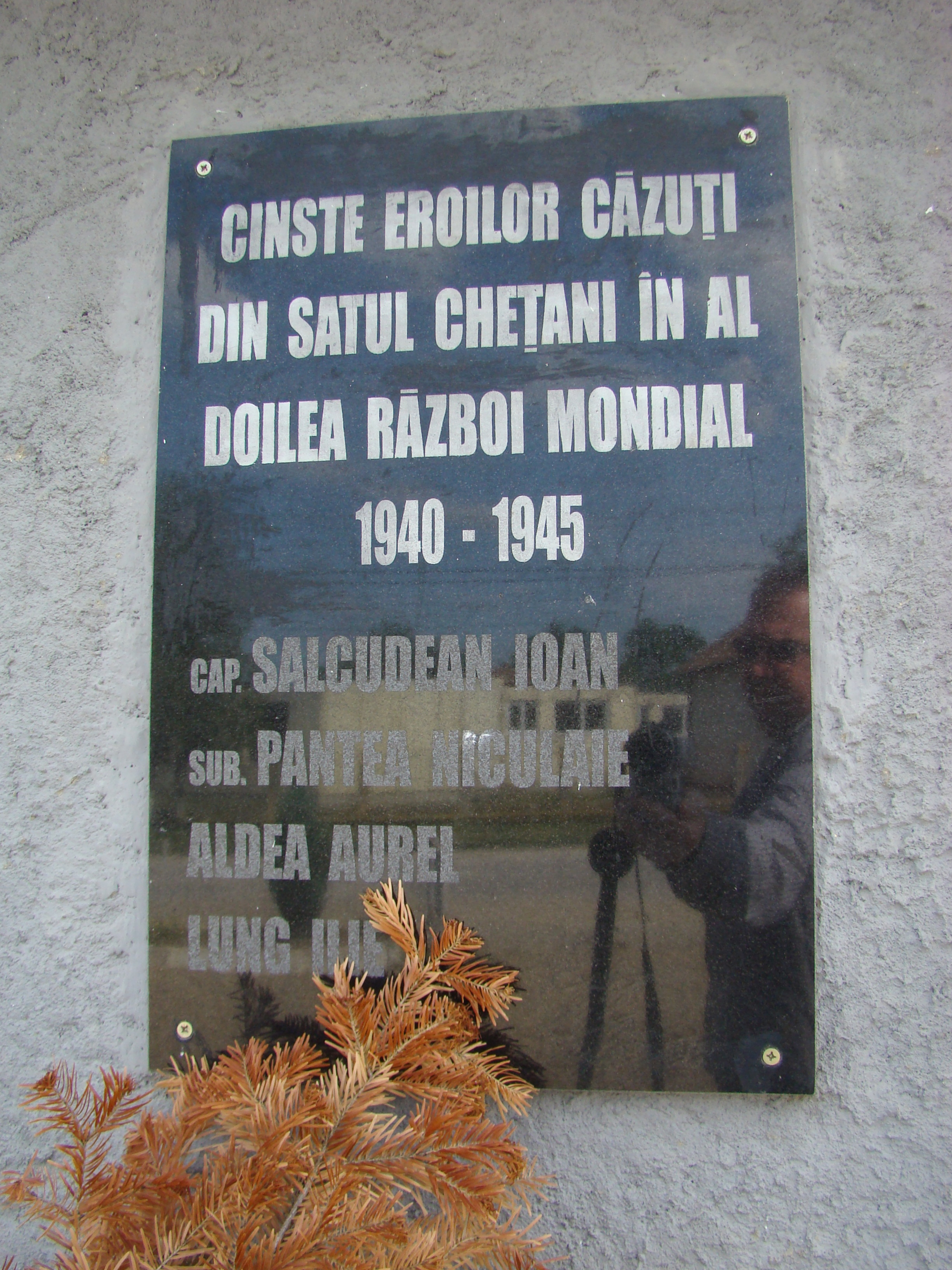
Monumentul Eroilor (detaliu)
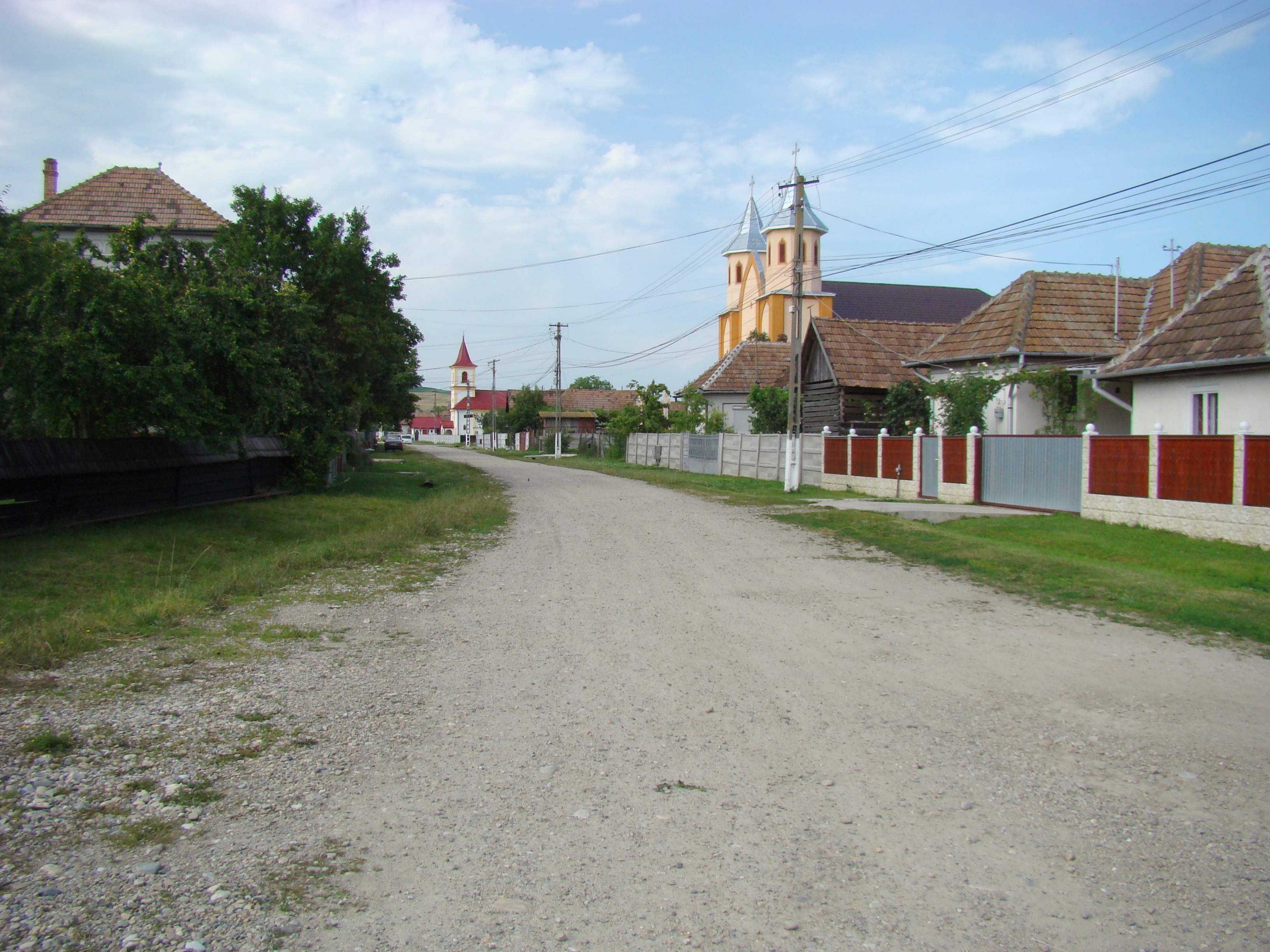
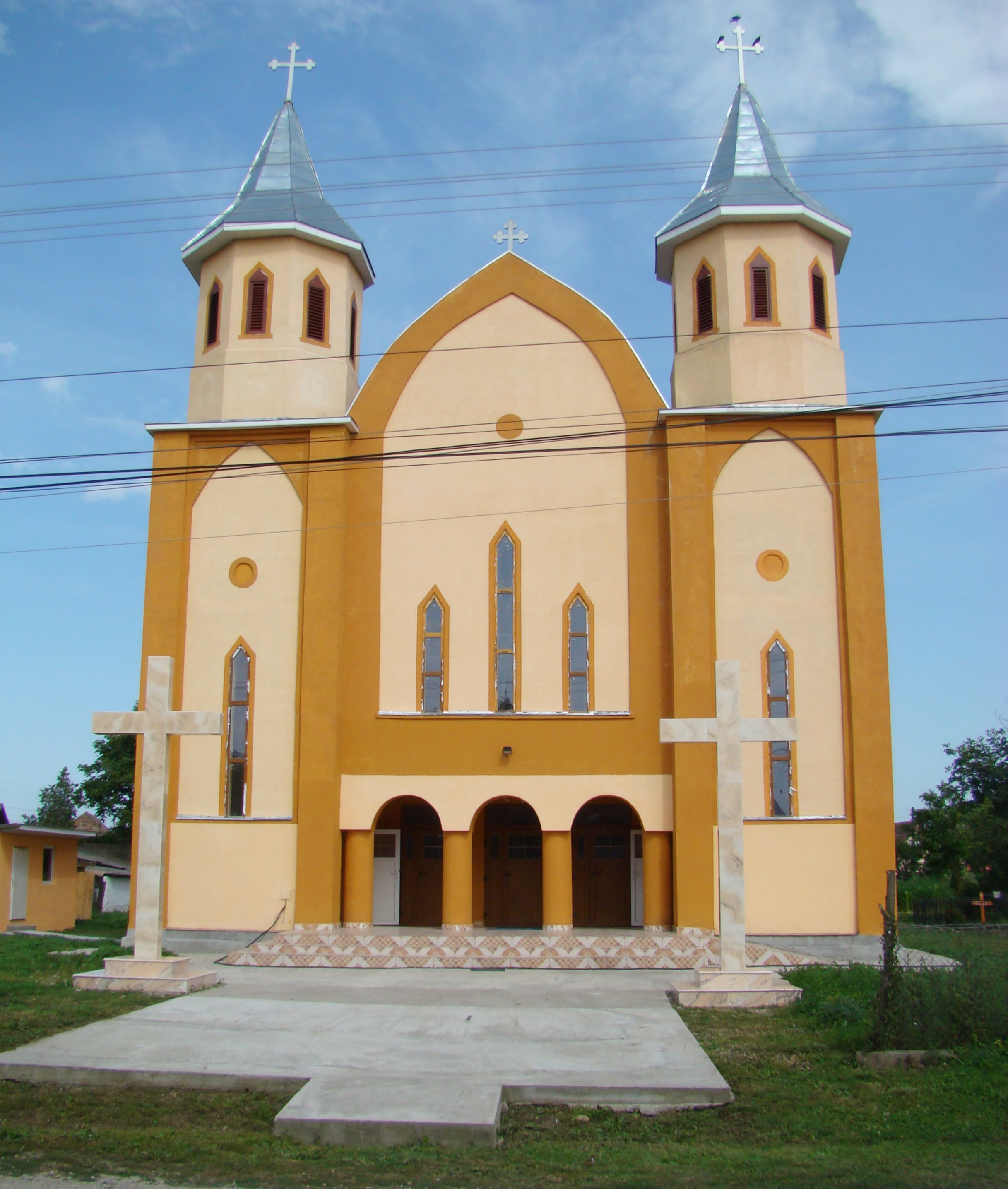
Biserica greco-catolică
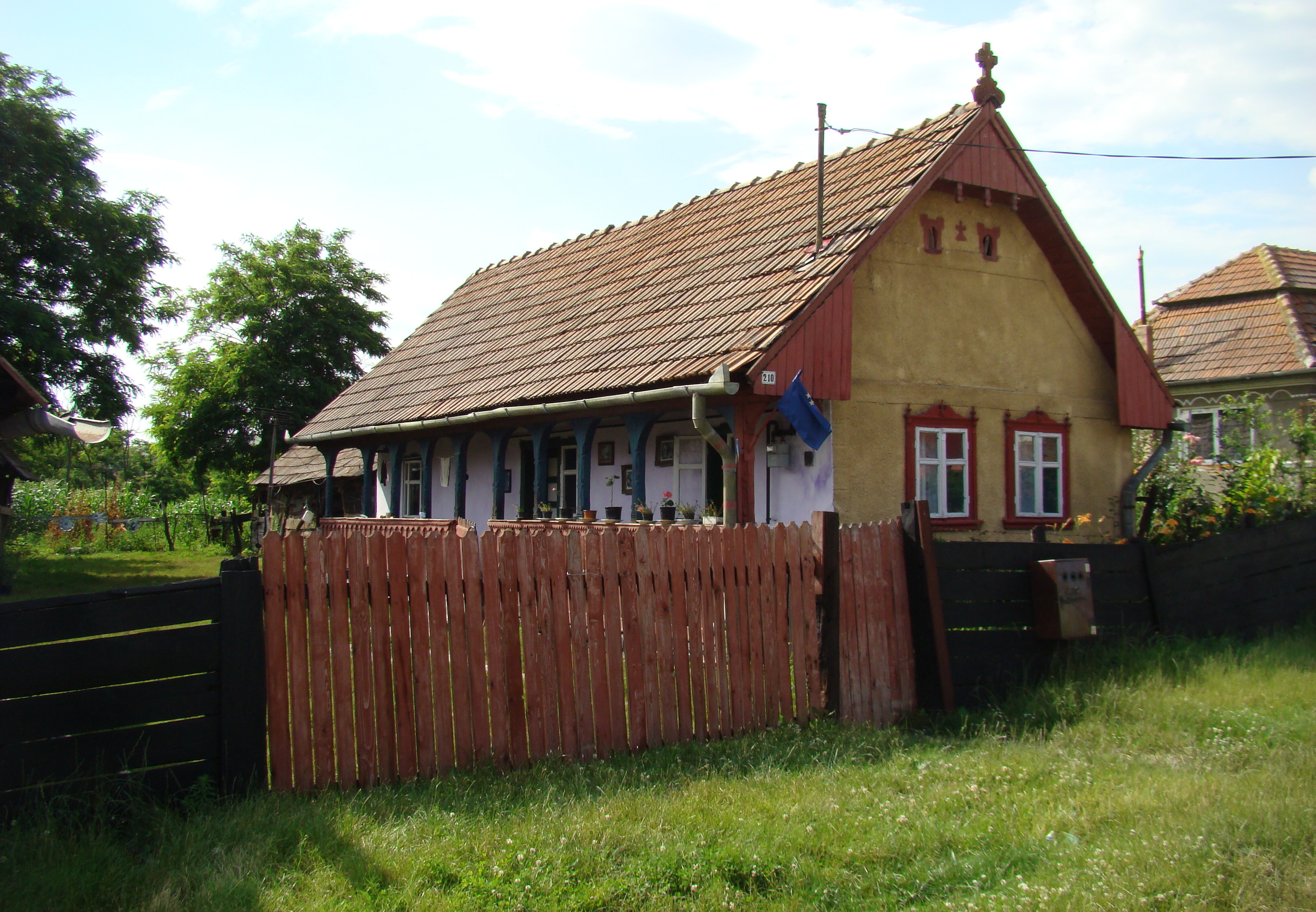
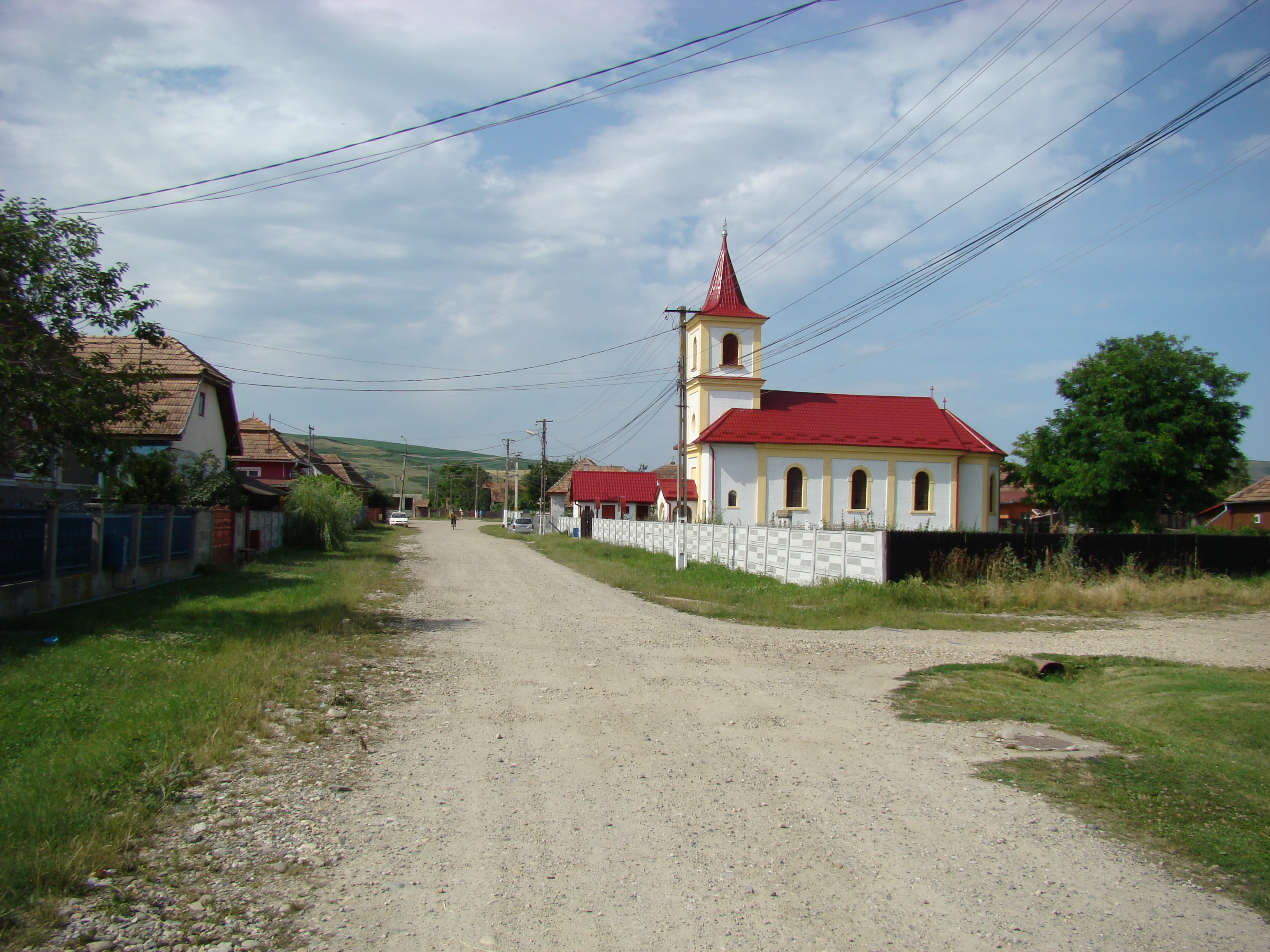
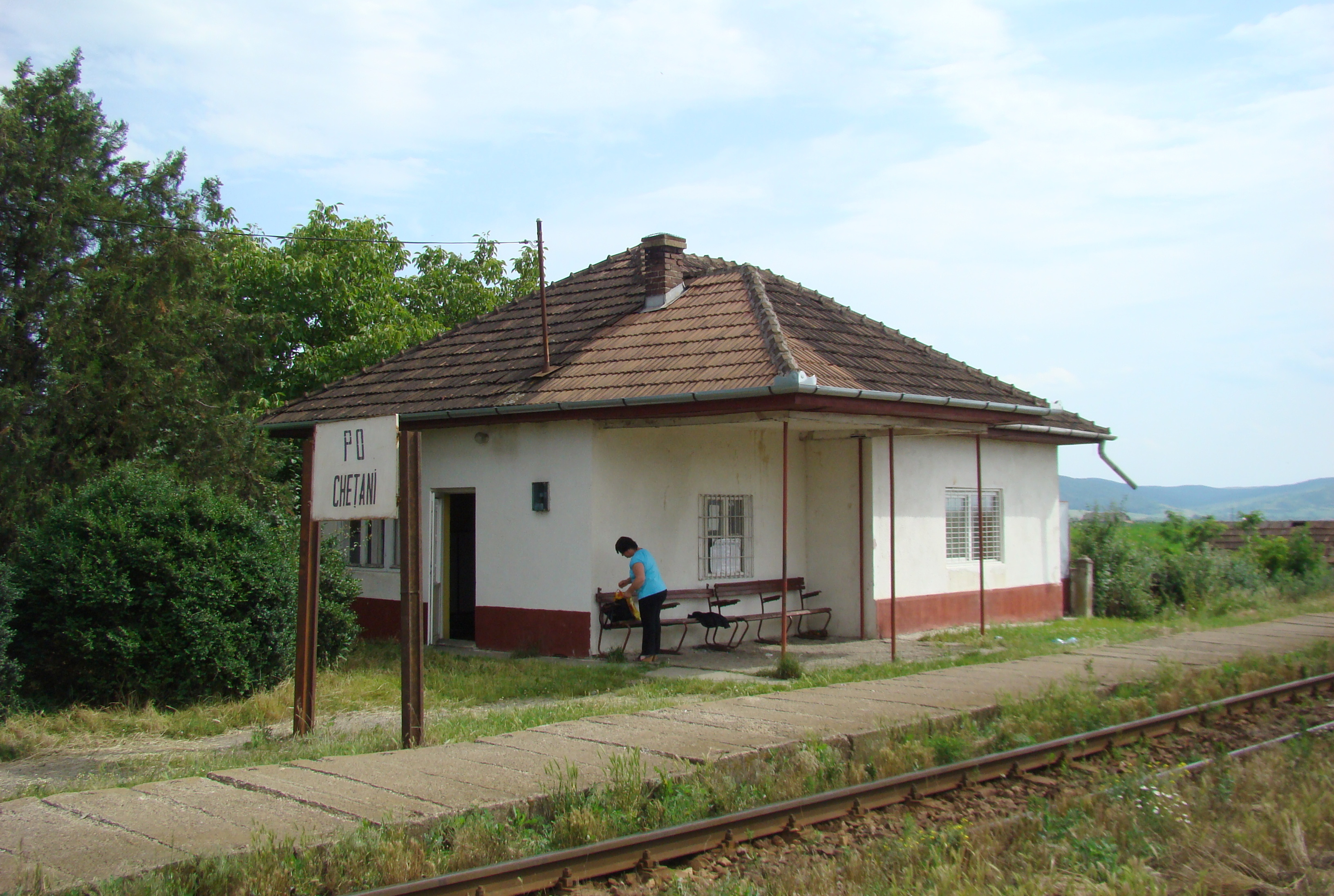
Halta Chețani